# Балтої-Воке
Балтої-Воке (лит. Baltoji Vokė) або Біла Вака (пол. Biała Waka, біл. Белая Вака) — місто в південній частині Литви, за 11 км від столиці, міста Вільнюс.

## Положення і загальна характеристика
Розташоване у південній частині країни, за 30 км від міста Шальчинінкай.

## Історія
Перед Другою світовою війною у районі майбутнього міста розпочали розкопки торфу на болоті, яке після війни використовувала Вільнюська ТЕС. У 1950-1952 роках на південній околиці болота біля села Жагаріне було збудовано торфопідприємство, а біля каналу та торф’яного болота на розрідженій ділянці Руднінкайського лісу почало розвиватися робітниче поселення, яке спочатку називалося Нове Жагаріне (Naująja Žagarine) - у 1953 році. У 1955 році в селищі відкрито початкову школу. 15 травня 1958 поселення отримало права селища міського типу та нинішню назву.
Структура міста сформована за проєктом повоєнних селищ міського типу. Містобудівна структура чітка, переважає периметрально-точкова забудова. Головна – вулиця Вільнюса. Місто характеризується унікальною ретроспективною архітектурою соціалістичного історизму, причому слід підкреслити складність і єдність стилю забудови (вул. Вільняус та вул. Т. Костюшкос). Найважливішими прикладами є розважальний центр з колонами і фронтоном доричного ордеру, старости, школи, магазини, цегляні житлові будинки з еркерами.

## Населення
| Динаміка населення з 1959 по 2020 |          |      |          |          |          |
| 1959пер.                          | 1970пер. | 1974 | 1979пер. | 1989пер. | 2001пер. |
| 1086                              | 1065     | 1086 | 1009     | 1128     | 1073     |
| 2006                              | 2011пер. | 2020 | -        | -        | -        |
| 1074                              | 1047     | 1056 | -        | -        | -        |
| Гістограма динаміки населення     |          |      |          |          |          |